# Pokémon Nero 2 e Bianco 2
Pokémon Versione Nera 2 (ポケットモンスター ブラック2?, Poketto Monsutā Burakku 2) e Pokémon Versione Bianca 2 (ポケットモンスター ホワイト2?, Poketto Monsutā Howaito 2) sono due videogiochi di ruolo della serie Pokémon per Nintendo DS. Seguiti di Pokémon Nero e Bianco, i due titoli sono stati pubblicati in Giappone il 23 giugno 2012.
I due videogiochi sono stati rivelati da Jun'ichi Masuda il 26 febbraio 2012, all'interno della trasmissione Pokémon Smash!. Lo stesso giorno sono stati presentati i nuovi personaggi dei due titoli, Kyurem Nero e Kyurem Bianco.

## Trama
A due anni dagli avvenimenti di Pokémon Nero e Bianco, un allenatore di Alisopoli deve fronteggiare nuovi capipalestra nella regione di Unima, drasticamente mutata e ricoperta di ghiaccio.
I videogiochi segnano il ritorno del Team Plasma, di N e di Ghecis. Quest'ultimo vuole utilizzare il potere del Pokémon leggendario Kyurem a scopi malefici.
Sebbene sia possibile visitare la casa del protagonista di Nero e Bianco a Soffiolieve, non sarà possibile incontrare l'allenatore dei titoli precedenti, al contrario di quanto avviene nelle versioni Oro, Argento, Cristallo, HeartGold e SoulSilver.

## Modalità di gioco

La città di Austropoli

Pokémon Versione Nera 2 e Versione Bianca 2 presentano nuovi protagonisti ed un nuovo rivale. La storia si svolge a sud-ovest della regione di Unima, in località non presenti nei titoli precedenti.
Tra i nuovi capipalestra figurano un'allenatrice di tipo Veleno di nome Velia e Ciprian, capopalestra di tipo Acqua. Komor riveste il ruolo di capopalestra di tipo Normale, mentre Belle è diventata l'assistente della Professoressa Aralia. Iris è inoltre diventata Campione della Lega Pokémon di Unima.
Oltre a Kyurem Nero e Kyurem Bianco, saranno presenti le nuove forme dei Pokémon leggendari Tornadus, Thundurus e Landorus. Anche il Pokémon leggendario Keldeo avrà una nuova forma. Tra le nuove mosse introdotte in questi titoli figurano gli attacchi Elettrogelo e Vampagelida.
Altra novità introdotta nei due capitoli è il Pokémon World Tournament che permette di sfidare i capipalestra delle regioni di Kanto, Johto, Hoenn e Sinnoh. È inoltre possibile ottenere i Pokémon utilizzati dall'allenatore N. Altre funzionalità sono il Pokéwood e l'Asse dei ricordi.

### Pokémon esclusivi
Nel videogioco Pokémon Versione Nera 2 non è possibile catturare i Pokémon Mime Jr., Mr. Mime, Elekid, Electabuzz, Electivire, Pinsir, Skitty, Delcatty, Minun, Numel, Camerupt, Latias, Solosis, Duosion, Reuniclus, Rufflet, Braviary, Reshiram e Kyurem Bianco. Nella versione Bianca 2 non saranno disponibili Magby, Magmar, Magmortar, Bonsly, Sudowoodo, Heracross, Plusle, Spoink, Grumpig, Buneary, Lopunny, Latios, Gible, Gabite, Garchomp, Gothita, Gothorita, Gothitelle, Vullaby, Mandibuzz, Zekrom e Kyurem Nero.

## Accoglienza
La rivista giapponese Famitsū ha lodato l'introduzione del Pokéwood, tuttavia ha assegnato ai due titoli un voto di 36/40 contro i 40/40 di Versione Nera e Versione Bianca.
Il gioco ha venduto solamente nei due primi giorni oltre 1 600 000 copie, rendendolo il terzo gioco che ha venduto maggiormente al lancio per DS dietro a Dragon Quest IX (oltre 2 300 000) e i predecessori (2 600 000).

## RAdar Pokémon
Il RAdar Pokémon (ポケモンARサーチャー?, Pokémon AR Searcher, Pokémon Dream Radar) è un'applicazione per Nintendo 3DS. Disponibile in Giappone dal 23 giugno 2012, data di pubblicazione di Versione Nera 2 e Versione Bianca 2, permette di catturare Pokémon ed inviarli ai due titoli della quinta generazione. In questo videogioco sono presenti i Pokémon leggendari Tornadus, Thundurus e Landorus nella loro Forma Totem. Nel videogioco è presente la Professoressa Magnolia, amica di Zania.